# Maigret und der Fall Nahour
Maigret und der Fall Nahour (französisch: Maigret et l’affaire Nahour) ist ein Kriminalroman des belgischen Schriftstellers Georges Simenon. Er ist der 65. Roman einer Reihe von insgesamt 75 Romanen und 28 Erzählungen um den Kriminalkommissar Maigret. Der Roman entstand vom 2. bis 8. Februar 1966 in Epalinges und wurde vom 22. November bis 23. Dezember des Jahres in 27 Teilen von der französischen Tageszeitung Le Figaro vorabveröffentlicht. Die Buchausgabe folgte 1967 beim Verlag Presses de la Cité. Die erste deutsche Übersetzung von Hansjürgen Wille und Barbara Klau publizierte 1969 Kiepenheuer & Witsch im Sammelband mit Maigret und der Dieb sowie Maigret in Kur. 1985 veröffentlichte der Diogenes Verlag eine Neuübersetzung von Sibylle Powell.
In einer eiskalten Januarnacht versorgt Dr. Pardon, ein enger Freund Maigrets, die Wunde einer jungen Frau, auf die geschossen wurde. Doch seine Patientin und deren Begleiter verschwinden ebenso plötzlich wieder, wie sie aufgetaucht sind. Als am nächsten Morgen ein reicher Libanese und professioneller Spieler namens Nahour erschossen aufgefunden wird, zieht Kommissar Maigret rasch die Verbindung von dem mysteriösen Pärchen zum „Fall Nahour“.

## Inhalt

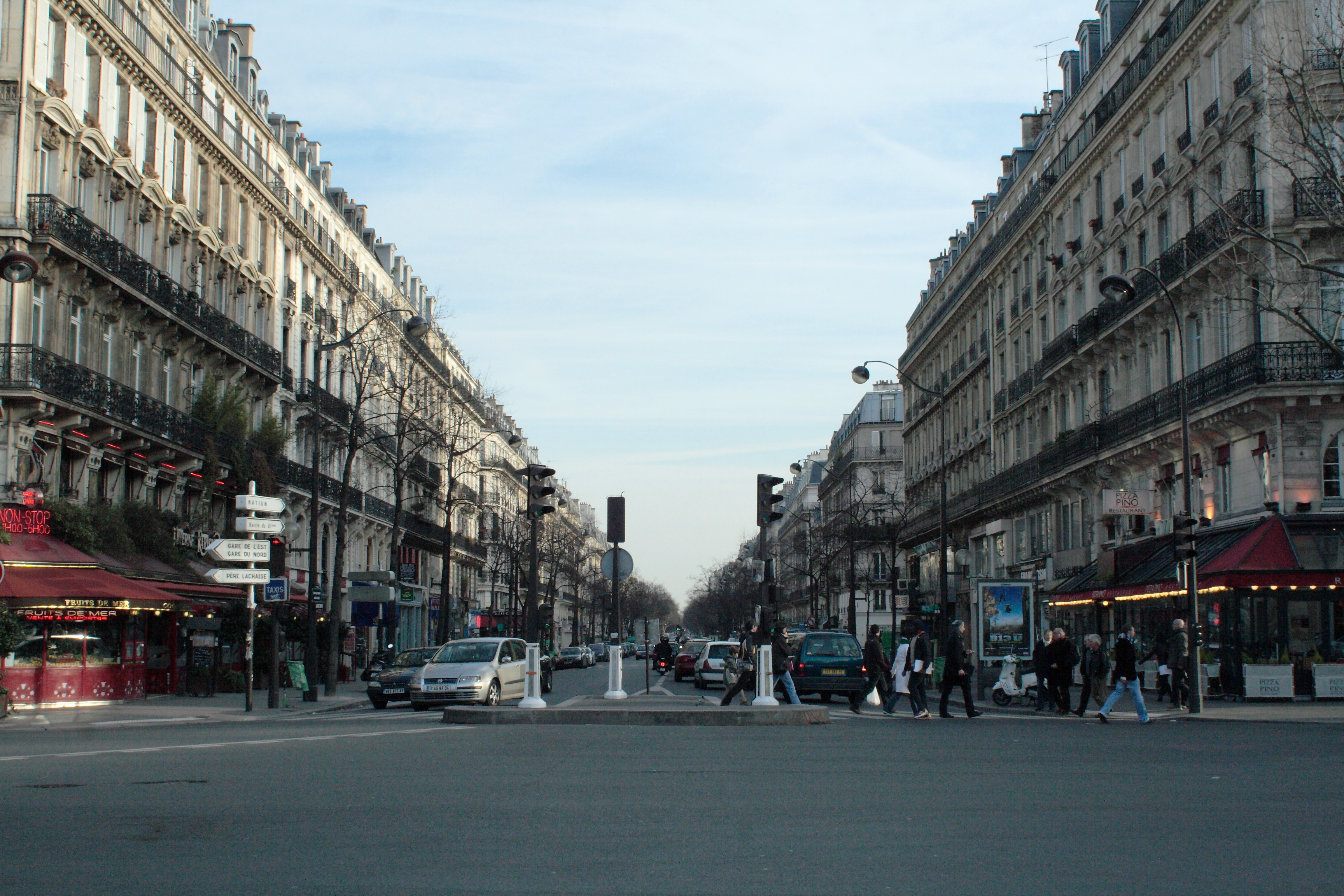
Blick von der Place de la République in den Boulevard Voltaire

Es ist Freitag, der 14. Januar, in einem besonders kalten Winter in Paris. Der Arzt Dr. Pardon, mit dem Kommissar Maigret seit mehr als zehn Jahren befreundet ist, wird mitten in der Nacht von einem mysteriösen Paar aus dem Schlaf geklingelt. Er versorgt eine Schussverletzung im Rücken der Frau, während der Mann ihm weiszumachen versucht, er habe die Zufallsbekanntschaft zum Arzt begleitet, nachdem sie auf dem Boulevard Voltaire aus einem fahrenden Auto angeschossen worden sei. Doch ehe Dr. Pardon noch die Personalien seiner nächtlichen Besucher aufnehmen kann, nutzt das Pärchen die Gelegenheit zur gemeinsamen Flucht, als er nach getaner Arbeit seine Instrumente reinigt.
Am nächsten Morgen wird Kommissar Maigret in eine Villa in der Avenue du Parc de Montsouris gerufen, wo der Libanese Félix Nahour erschossen aufgefunden worden ist. Nahour war Spross einer international tätigen Bankiersfamilie, verdiente sein Geld allerdings als professioneller Spieler in Spielbanken. Schnell stellt sich heraus, dass die mysteriöse Patientin Dr. Pardons seine Frau Évelina Nahour ist, eine Holländerin und ehemalige Miss Europa, deren jung geschlossene Ehe mit dem reichen Libanesen bereits seit Jahren zerrüttet ist. Der nächtliche Begleiter ist ihr Geliebter Vicente Alvaredo, ein Kolumbianer, der in Paris studiert und ebenfalls Abkömmling eines vermögenden Clans ist. Noch in der Nacht haben sich beide nach Amsterdam abgesetzt, wo sie bei Évelinas Jugendfreundin Anna Keegel Unterschlupf gefunden haben.

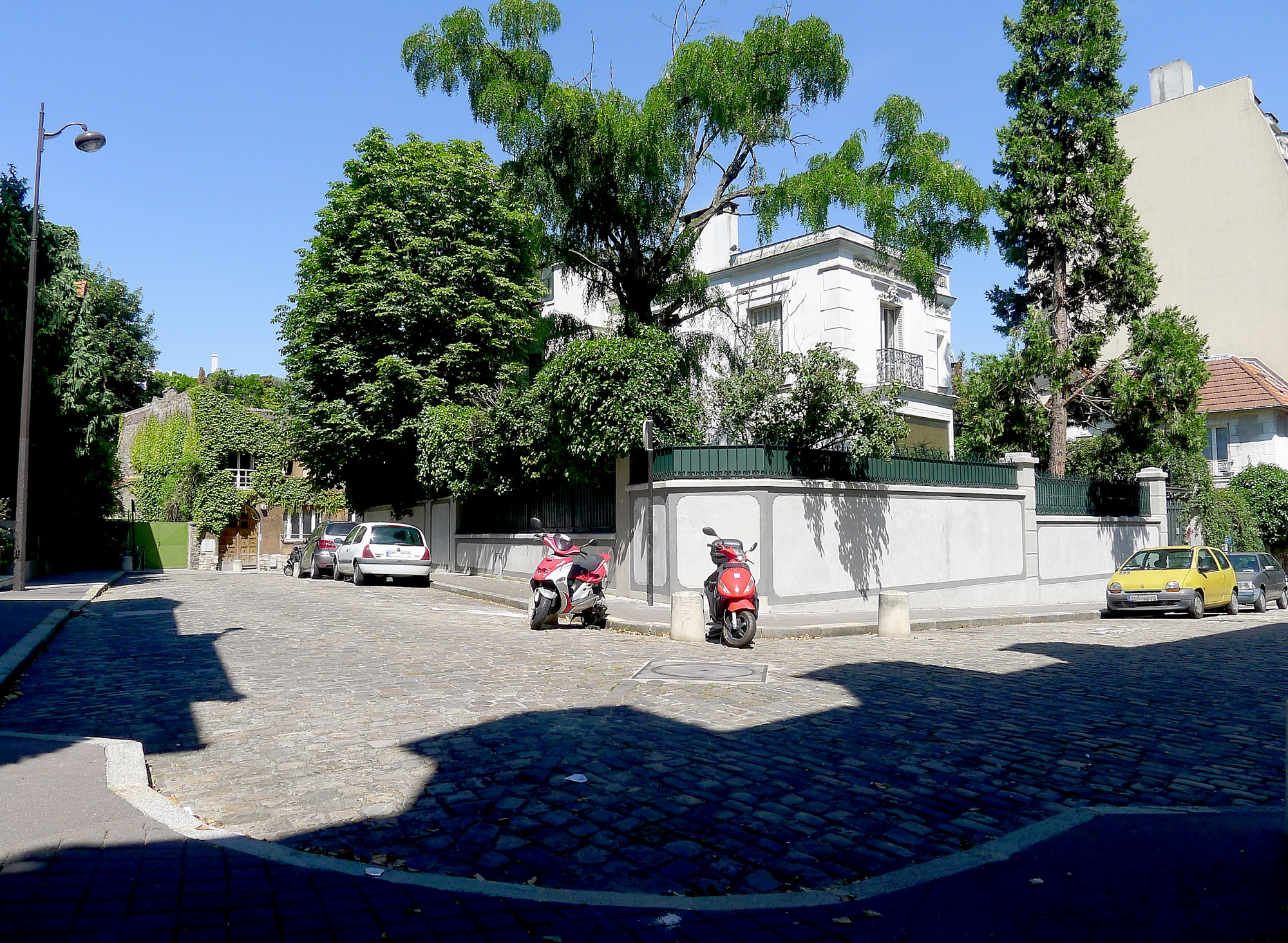
Rue du Parc-de-Montsouris in der Nähe des Parc Montsouris

Bei seinen Befragungen der Bewohner der Villa Nahour hat Maigret das Gefühl, von allen Seiten belogen zu werden. Louise Boudin, die Putzfrau, die den Toten gefunden hat, gibt sich verstockt. Nelly Velthuis, das Dienstmädchen Évelinas, ist nicht nur wie ihre Herrin Holländerin, sondern zeigt dieselbe unbekümmerte Naivität, von der Maigret nicht zu sagen weiß, ob sie echt oder gespielt ist. Schließlich gibt es noch den Libanesen Fouad Ouéni, eine Mischung aus Nahours Sekretär und Familienfreund, der ein Alibi in einem Spielcasino vorweist, das sich nicht bestätigen lässt, und der mit seinem arroganten Auftreten die Verhörsituation umdreht, um seinerseits den Kommissar über die Hintergründe der Tat auszufragen. Einzig Alvaredo, auf den Ouéni wiederholt den Verdacht zu lenken versucht, scheint Maigret aufrichtig in seiner Liebe zu der schönen Holländerin, die er gegen alle Vorbehalte seines Familienclans zu ehelichen gedenkt.
Trotz aller Lügen stellt sich am Ende heraus, dass Évelina in der fraglichen Nacht ihrem Mann ankündigte, ihn zu verlassen, um ihren kolumbianischen Geliebten zu heiraten. Nahour, für den eine Scheidung undenkbar war, bedrohte seine Frau mit einer Pistole. Alvaredo und Ouéni waren in dieser Situation anwesend, doch es war Letzterer, der eingriff und seinen langjährigen Freund Nahour erschoss, aus dessen Pistole sich zeitgleich ein Streifschuss auf seine Frau löste. Vordergründig trieben Rachegefühle den Sekretär zu seiner Tat, weil er sich durch die Abhängigkeit von seinem reichen Landsmann gedemütigt fühlte. Doch Maigret findet heraus, dass Ouéni seit Jahren der heimliche Liebhaber Évelinas war, auf deren Mann er schoss, um seine Geliebte zu schützen und gleichzeitig den Nebenbuhler Alvaredo zu belasten. Auch nach Ouénis Verhaftung kommt das wahre Motiv nicht ans Tageslicht, bis Maigret ein Jahr später im Schwurgerichtsprozess unter Eid die Wahrheit aussagen muss. Der Wirbel, den die Beziehung von Nahours Witwe mit seinem Sekretär in der Öffentlichkeit entfacht, zerstört die gemeinsamen Zukunftspläne der Holländerin und ihres kolumbianischen Verehrers. Maigret hat das Gefühl, er habe versagt und Ouéni trotz seiner Verurteilung zu einer Gefängnisstrafe am Ende das erreicht, was er wollte.

## Interpretation
Tilman Spreckelsen beschreibt, wie im Verlauf der Maigret-Serie von 1931 bis 1972 zwar die Figur des Kommissars ebenso konstant bleibt wie sein Alter, das stets um die 50 Jahre herum liegt, sich das Dekor aber immer mehr der Moderne annähert. In Maigret und der Fall Nahour gibt es moderne Autos, das Fernsehen hat Einzug gehalten und Telefongespräche sind nicht länger auf die manuelle Vermittlung angewiesen. Die modernen Ermittlungsmethoden der Polizei sind jedoch nicht nach dem Geschmack des Kommissars, der seine Fälle lieber durch menschliches Verständnis löst als durch den „technischen Krimskrams“, der zu einer indizienbasierten Ermittlung gehört. So sind laut Fenton Bresler die meisten kriminalistischen Analysemethoden in den Maigret-Romanen wenig überzeugend beschrieben, was auch für den Paraffintest in Maigret und der Fall Nahour gelte, nach dem sich ein Schusswaffengebrauch noch fünf Tage nach der Tat feststellen ließe. Simenon kommentierte die Abneigung seines Romanhelden gegen die moderne Polizeiarbeit Ende der 1970er Jahre: „Wenn Maigret heute noch bei der Polizei wäre, würde er schleunigst seinen Rücktritt einreichen“. Jochen Schmidt bemerkt im Roman jedenfalls eine deutlich spürbare „Unlust am Dienst und den neuen Methoden“.
Der „Held“ der Maigret-Romane, wie es Welt und Wort formuliert, bleibt stets der Mensch. Der Kommissar analysiert die in den Fall verwickelten Personen mit all ihren Schwächen und gelangt so zu tieferen Erkenntnissen über die Menschen. Maigrets Einfühlungsvermögen geht so weit, dass er sich regelmäßig mit dem Opfer, dem Täter oder anderen in den Fall involvierten Personen identifiziert, was ihn laut Francis Lacassin in die Nähe eines Schauspielers rückt, der aus einem begrenzten Fundus immer neue Rollen hervorzaubern müsse. In Maigret und der Fall Nahour beschreibt der Kommissar an einer Stelle, dass er „eigentlich in jedem Milieu daheim sein müsste. Man sollte sich zum Beispiel in Spielcasinos auskennen, im internationalen Bankgeschäft, mit libanesischen Maroniten und Muslimen, mit ausländischen Bistros im Quartier Latin und in Saint-Germain sowie mit jungen Kolumbianern, ganz zu schweigen vom Niederländischen und von Schönheitswettbewerben.“ Doch trotz der fremden Kulturen, mit denen es Maigret im Roman zu tun bekommt, stellt sich für ihn am Ende heraus, dass die Menschen in ihrem Wesen, in ihren „innersten Trieben und Beweggründen“ nicht sehr unterschiedlich sind.
Seinem tiefsitzenden Misstrauen bei der Untersuchung eines Falles verleiht Kommissar Maigret auf die Frage seines Assistenten Janvier hin Ausdruck: „»Glauben Sie, dass sie? …« »Vergiss nicht, dass ich vor Abschluss eines Falles nie etwas glaube.« Und mit skeptischem Lächeln fügte er hinzu: »Und selbst dann …«“ Laut Murielle Wenger unterscheidet sich Maigrets Vorgehensweise wesentlich von der deduktiven Analyse eines Hercule Poirots, der mittels seiner grauen Zellen die Fälle wie ein herausforderndes Puzzle löst. Maigret hingegen ist es vor allem um das Verständnis für die Tat zu tun. René Descartes Formel „Ich denke, also bin ich.“ halte er ein „Ich denke nicht. Ich suche.“ entgegen. Allgemein hegt Kommissar Maigret eine tiefe Skepsis gegen jegliches Urteil über Menschen. Am Ende des Romans steht er vor dem Dilemma, das Wissen, das ihm um die Affäre zwischen dem Sekretär Ouéni und der Ehefrau des Toten zugefallen ist, zu verschweigen oder eine Aussage zu machen, die in die geplante Hochzeit der Holländerin eingreifen würde. Als er unter Eid gezwungen ist, Évelina Nahour zu belasten, fühlt er sich wie ein Verräter und gesteht anschließend seinem Freund Pardon: „Ich habe versagt“.

## Rezeption
The New Yorker beschrieb Maigret und der Fall Nahour als einen der späten Romane der Maigret-Reihe, der in puncto Atmosphäre, Finten und Wendungen der Handlung sowie der Qualität von Maigrets Einsichten „unter seinen allerbesten“ rangiere. Für Jochen Schmidt gehörte derselbe Roman dagegen zu den „schwächeren Büchern“ der Reihe.  Tilman Spreckelsen sprach von einem „extrem schwierigen und undurchsichtigen Fall“, in dem sich Maigret vor allem durch seine „stupende Hartnäckigkeit“ auszeichne. Laut Welt und Wort hat der Kommissar „große Mühe, das verworrene Dickicht von Verdachtsmomenten und vor allem Lügen zu durchdringen, ehe ihm Motive und Hergang der Tat klar werden.“
Die Romanvorlage wurde 1978 im Rahmen der französischen Fernsehserie Les Enquêtes du commissaire Maigret mit Jean Richard als Kommissar Maigret verfilmt.

## Ausgaben
- Georges Simenon: Maigret et l’affaire Nahour. Presses de la Cité, Paris 1967 (Erstausgabe).
- Georges Simenon: Maigret und der Dieb. Maigret und der Fall Nahour. Maigret in Kur. Übersetzung: Hansjürgen Wille, Barbara Klau. Kiepenheuer & Witsch, Köln 1969.
- Georges Simenon: Maigret und der Fall Nahour. Übersetzung: Hansjürgen Wille, Barbara Klau. Heyne, München 1970.
- Georges Simenon: Maigret und der Fall Nahour. Übersetzung: Sibylle Powell. Diogenes, Zürich 1985, ISBN 3-257-21250-X.
- Georges Simenon: Maigret und der Fall Nahour. Sämtliche Maigret-Romane in 75 Bänden, Band 65. Übersetzung: Sibylle Powell. Diogenes, Zürich 2009, ISBN 978-3-257-23865-5.